# Achgarve
Achgarve, schottisch-gälisch An t-Achadh Garbh, ist eine kleine Ortschaft in der schottischen Council Area Highland beziehungsweise der traditionellen Grafschaft Ross-shire. Sie liegt in einer dünn besiedelten Region nahe der Westküste auf der Halbinsel Rubha Mòr nahe der Gruinard Bay. Die nächstgelegene größere Siedlung Aultbea liegt fünf Kilometer südwestlich. Inverness befindet sich rund 90 Kilometer südöstlich.

## Geschichte
Überreste eines Wheelhouse in der Umgebung der kleinen Streusiedlung belegen die eisenzeitliche Besiedlung der Region. An der Küste südöstlich von Achgarve befindet sich die Ruine der Chapel of Sand of Udrigil. Überlieferungen zufolge soll es sich bei dieser um eine Gründung Columbans (6. Jahrhundert) handeln. Die vorhandenen Reste sind jedoch spätmittelalterlich. Die Kapelle wurde nach dem späten 17. Jahrhundert aufgelassen. In Küstennähe ließ der Laird des Clans MacKenzie 1745 das Herrenhaus Udrigle House errichten.

## Verkehr
Achgarve ist über eine untergeordnete Straße angebunden. Entlang der Halslinie der Halbinsel Rubha Mòr in etwa drei Kilometer Entfernung verläuft die A832.